# تشاك بيلي
تشاك بيلي (بالإنجليزية: Chuck Billy)‏ هو مغني أمريكي، ولد في 23 يونيو 1962 في الولايات المتحدة.

## وصلات خارجية
- تشاك بيلي على موقع IMDb (الإنجليزية)
- تشاك بيلي على موقع ميوزك برينز (الإنجليزية)
- تشاك بيلي على موقع أول ميوزيك (الإنجليزية)
- تشاك بيلي على موقع ديسكوغز (الإنجليزية)